# Ina-Lena Elwardt
Ina-Lena Elwardt (* 30. Oktober 1981 in Bordesholm) ist eine ehemalige deutsche Handballspielerin.

## Karriere
Ina-Lena Elwardt begann 2000, parallel zu ihrem Studium an der FH Hamburg, beim Handball-Bundesligisten Buxtehuder SV zu spielen. Dort kam sie überwiegend in der zweiten Mannschaft zum Einsatz, mit der sie in die Handball-Regionalliga aufstieg. In der Bundesliga kam die 1,78 Meter große Rückraumspielerin in fünf Spielzeiten zu 22 Einsätzen für den BSV, in denen sie fünf Tore erzielte, davon zwei per Siebenmeter. Daneben lief sie für Buxtehude im EHF Challenge Cup und im DHB-Pokal auf. 2005 wechselte sie zum TSV Owschlag, mit dem ihr ebenfalls der Regionalliga-Aufstieg gelang, und für den sie auch in der 2010 neu eingeführten 3. Liga auflief. Ab der Saison 2012/13 spielte Elwardt für die SG Bordesholm/Brügge. 2015 beendete sie ihre Karriere.

## Sonstiges
Ina-Lena Elwardt ist Bauingenieurin und arbeitet in einem Ingenieurbüro in Eckernförde. Ihr Vater Klaus Elwardt, ein ehemaliger Handballnationalspieler, war bis 2014 Geschäftsführer des Handball-Bundesligisten THW Kiel, bei dem er von 1974 bis 1985 spielte.